# Long Day's Journey into Night
Long Day's Journey Into Night é uma peça teatral de 1956, um drama em quatro atos do dramaturgo americano Eugene O'Neill. A obra é considerada por muitos sua obra-prima, e O'Neill recebeu postumamente, em 1957, o Prêmio Pulitzer por ela.

## Resumo
A acção decorre num único dia desde cerca as 08:30 da manhã até à meia-noite, em agosto de 1912, em casa dos Tyrone, à beira-mar no Connecticut, o que corresponde a representações semi-autobiográficas do próprio O'Neill, do seu irmão mais velho e dos seus pais na casa da família, a villa Monte Cristo.
Parte das preocupações da peça tem a ver com as consequências pessoais e familiares do vício do consumo de substâncias e a resultante disfuncionalidade da família. Na peça os personagens escondem, culpam, mostram-se ressentidos, lamentam, acusam e negam, num ciclo de conflitos em escalada com ocasionais tentativas desesperadas e sinceras de afeto, encorajamento e consolo.

## Personagens
- James Tyrone, Sr. – 65 anos de idade. Ele não parece ter aquela idade e parece mais alto devido à sua postura como um militar. O seu discurso e movimentos são os de um ator clássico com uma técnica estudada, mas é despretensioso e não temperamental, com "inclinações ainda próximas das suas origens humildes e antepassados agrícolas irlandeses" ("inclinations are still close to his humble beginnings and Irish farmer forbears").[2] A sua roupa está um pouco surrada e gasta. Tem sido um homem saudável toda a sua vida e não é sujeito a ansiedades exceto o medo de "morrer num asilo" e a obsessão em dispor de dinheiro. Ele tem "acessos de melancolia e crises de sensibilidade intuitiva". Fuma charutos e não gosta de ser conhecido como "o velho" pelos filhos.
- Mary Cavan Tyrone – 54 anos de idade, a esposa que balança entre a auto-ilusão e a névoa da sua dependência de morfina. Tem estatura média e uma figura jovem e graciosa, com traços distintamente irlandeses. Fora extremamente bela e ainda é deslumbrante, não usando maquiagem. Tem uma voz suave e atraente com um "toque de sotaque irlandês, quando está feliz". Mary viciou-se em morfina após o parto difícil do seu segundo filho, Edmund. O médico que a tratou medicou-lhe simplesmente analgésicos, tendo ela entrado depois numa dependência de morfina que a continua a prostrar.
- James "Jamie", Jr. – 33 anos de idade, é o filho mais velho. Tem queda de cabelo, um nariz aquilino e mostra sinais de envelhecimento prematura. Tem uma expressão habitual de cinismo. Parece-se com o seu pai. "Nas raras ocasiões em que sorri sem zombar, a sua personalidade possui o remanescente de um encanto irlandês bem humorado, romântico e irresponsável – a sedutora imprudência, com um laivo da poética sentimental". Ele é atraente para as mulheres e popular entre os homens. É um ator como o pai, mas tem dificuldade em encontrar trabalho devido à reputação de ser um alcoólatra, irresponsável e mulherengo. Discute muito com o pai sobre isto.
- Edmund – 23 anos de idade, o filho mais novo e mais inclinado intelectual e poeticamente. É magro e rijo, tendo mais parecença com a mãe, e como ela, é extremamente nervoso. Não está bem de saúde e tem as faces encovadas. Mais tarde é-lhe diagnosticada tuberculose. Politicamente tem tendências socialistas. Viajou pelo mundo por trabalhar na marinha mercante e ficou contaminado pela tuberculose no exterior.
- Cathleen – "A segunda rapariga", é a criada de verão. Ela é uma "roliça camponesa irlandesa", tendo pouco mais do que vinte anos, e com bochechas vermelhas, cabelos pretos e olhos azuis. Ela é "amável, ignorante, desajeitada e com uma estupidez bem-intencionada".

Várias personagens são referidos na peça mas não aparecem em palco:
- Eugene Tyrone – Um filho nascido antes de Edmund que morreu de sarampo com dois anos. Foi infectado por Jamie que tinha sete anos na época e a quem haviam dito para não entrar no quarto dele mas que desobedeceu. Mary pensa que Jamie teve a intenção de fazer mal a Eugene.
- Bridget – Uma cozinheira.
- McGuire – Um mediador imobiliário que enganou James Tyrone no passado.
- Shaughnessy – Um rendeiro de um quinta que os Tyrone possuem.
- Harker – um amigo de James Tyrone, "o milionário da Standard Oil", é dono de uma fazenda vizinha à de Shaughnessy com quem ele se mete em conflitos, afirmando-se frequentemente que é baseado na figuras de Edward S. Harkness, herdeiro da Standard Oil e que tinha uma casa de verão em Waterford, perto de New London onde os O´Neill tinham a sua villa.
- Doctor Hardy – O médico dos Tyrone, que os outros membros da família tinham em pouca consideração.
- Captain Turner – O vizinho dos Tyrone.
- Smythe – Um ajudante de oficina que James contratou como motorista de Mary. Mary suspeita que ele intencionalmente avaria o carro para dar trabalho à oficina.
- A amante – uma mulher com quem James teve um caso antes do casamento, e que mais tarde lhe moveu um processo o que levou os amigos de Mary a evitar o contacto com ela, como se de pessoa socialmente indesejável se tratasse.
- Pai de Mary – Morreu de tuberculose.
- Pais e irmãos de James – A família imigrou para os EUA quando James tinha 8 anos de idade. Dois anos mais tarde o pai abandonou a família e regressou à Irlanda onde morreu após ingerir veneno de rato. Suspeitou-se de suicídio, mas James recusa-se a acreditar nisso. Ele tinha dois irmãos mais velhos e três irmãs.

## História da peça
Após a sua conclusão, em 1942, O'Neill guardou uma cópia selada da peça num cofre de documentos da editora Random House e deu instruções para que não fosse publicado antes de passados 25 anos após a sua morte. Um contrato formal para esse efeito foi assinado em 1945. No entanto, a terceira esposa de O'Neill, Carlotta Monterey, transferiu os direitos da peça para a Universidade de Yale, contornando o acordo. A página de copyright das edições da peça por Yale expressa as condições da cedência por Carlotta:
Todos os proveitos da venda das edições por Yale deste livro destinam-se à Universidade de Yale para benefício da Eugene O'Neill Collection, para a compra de livros no campo do teatro e para a criação de bolsas de estudo com o nome Eugene O'Neill na Escola de Teatro de Yale.
A peça foi publicada pela primeira vez em 1956, três anos após a morte do autor.

## Conteúdo autobiográfico

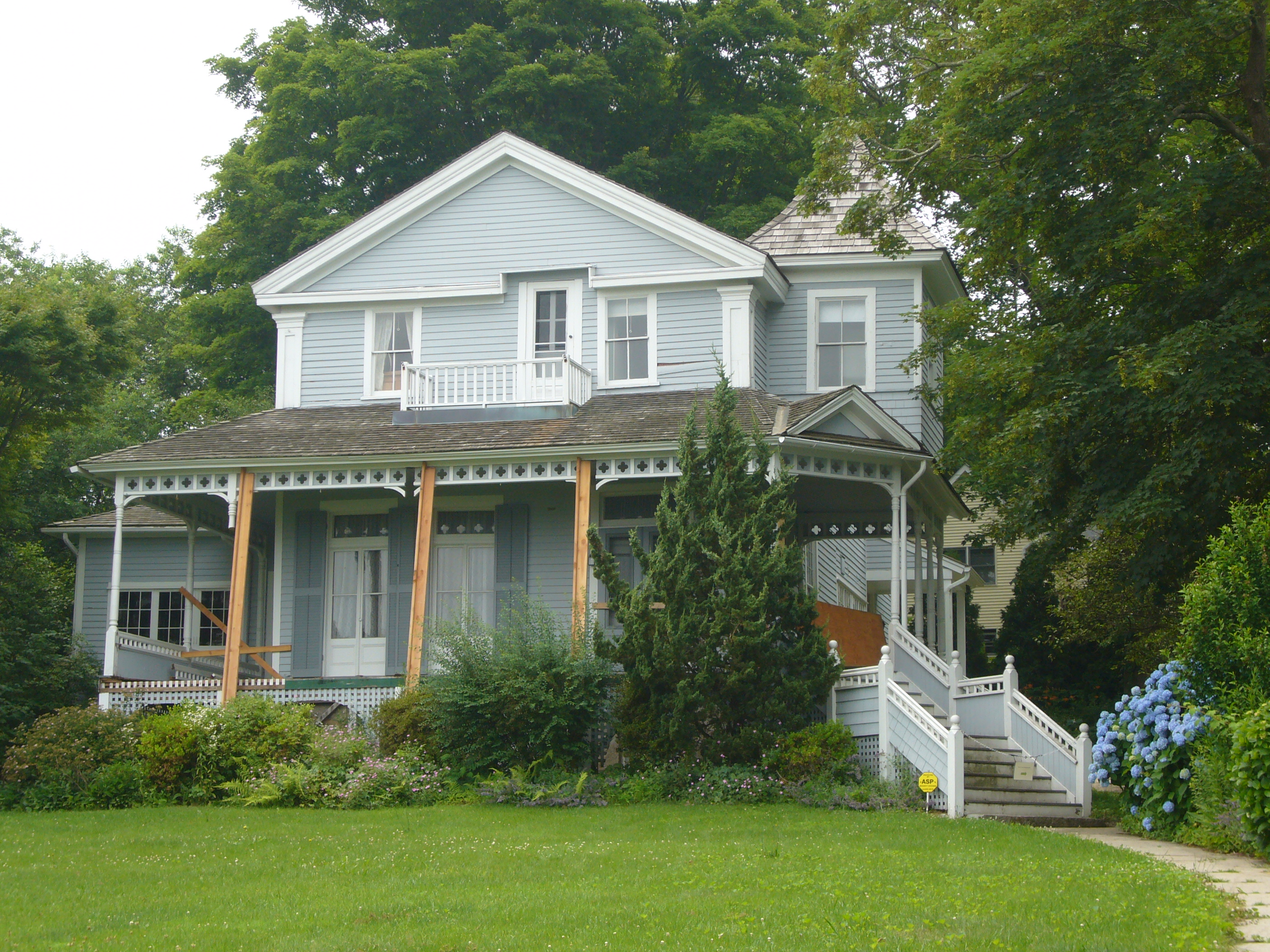
A villa Monte Cristo, analogia autobiográfica da localização da acção da peça, tal como estava em 2008

Em aspectos fundamentais, a peça segue estreitamente a vida do próprio Eugene O'Neill. O local, uma casa de verão em Connecticut, corresponde à casa da família, Monte Cristo Cottage, em New London, a pequena cidade da peça, no estado do Connecticut, e na vida real a casa ainda tem hoje a composição que aparece descrita na peça.
A família corresponde à família O'Neill, que era irlando-americana, com três mudanças de nome: o nome da família "O'Neill" é alterada para "Tyrone," o nome do condado concedido a Conn O'Neill por Henrique VIII; os nomes do segundo e terceiro filhos, "Eugene" e "Edmund", são invertidos; na vida real, Eugene era o terceiro (mais novo) filho, que corresponde na peça à personagem "Edmund"; e a mãe de O'Neill, que na vida real era Mary Ellen "Ella" Quinlan, é apelidada de Mary Cavan. As idades são iguais às da família O'Neill em Agosto de 1912.
Na vida real, o pai de Eugene O'Neill, James O'Neill, foi um promisssor jovem actor na sua juventude, tal como é o pai da peça, que contracenou com Edwin Booth, que é mencionado na peça. Atingiu  sucesso comercial no papel principal da adaptação teatral de O Conde de Monte Cristo de Alexandre Dumas. Desempenhando o papel cerca de 6,000 vezes, foi criticado por ter preterido o mérito artístico em favor do sucesso comercial.
A mãe de Eugene O'Neill, Mary, estudou numa escola católica, Saint Mary's College, da cidade de Notre Dame, no estado de Indiana. Subsequente à data em que a acção da peça decorre (1912), mas antes da sua escrita (1941–42), o irmão mais velho de O'Neill, Jamie, morreu devido ao vício de bebidas alcoólicas (c. 1923).
Quanto ao próprio Eugene O'Neill, em 1912 já tinha estudado numa universidade famosa (Princeton), passado vários anos no mar, sofrido de depressão e alcoolismo e ter colaborado no jornal local, o New London Telegraph, escrevendo poesia, bem como fazendo reportagem. Ele passou por um sanatório em 1912-13 por sofrer de tuberculose, quando se dedicava à dramaturgia. Os eventos na peça são, portanto, colocados imediatamente antes de O'Neill ter começado a sua carreira de dramaturgo a sério.

## Adaptações cinematográficas
A peça serviu de guião a um filme de 1962 dirigido por Sidney Lumet e tendo nos principais papéis Katharine Hepburn como Mary, Ralph Richardson como James, Jason Robards, Jr. como Jamie, Dean Stockwell como Edmund, e Jeanne Barr como Cathleen. Pelo seu desempenho Katharine Hepburn foi naquele ano nomeada para Academy Award for Best Actress.